# Keith Haring

Keith Haring nel negozio Fiorucci di Milano da lui allestito, 1983

Keith Allen Haring (Reading, 4 maggio 1958 – New York, 16 febbraio 1990) è stato un pittore statunitense e graffitista.

## Biografia

### Giovinezza
Keith Haring nacque il 4 maggio 1958 a Reading, in Pennsylvania, da Allen e Joan Gruen, primogenito di quattro figli. La sua famiglia si trasferì a Kutztown pochi anni dopo la sua nascita e fu qui che trascorse la maggior parte della sua infanzia; ancora bambino rivelò una forte inclinazione per il disegno, apertamente incoraggiato dal padre Allen, il quale aveva per tempo intuito le inclinazioni e il talento artistico del figlio. Queste sono le parole che lo stesso Haring rivolse a John Gruen, la cui biografia rimane la più completa fonte primaria per la comprensione di Haring come uomo e artista:
Furono proprio i personaggi dei fumetti come quelli di Walt Disney e di Dr. Seuss a esercitare su di lui un'influenza duratura. In ogni caso, divenuto adolescente, Haring diede prova di temperamento ardente: era insofferente ai freni e non di rado consumava droghe e alcol con gli amici. Malgrado ciò, egli continuò a coltivare la propria passione per il disegno; decisiva, in tal senso, fu la visita al museo Hirshhorn di Washington D.C., dove era esposta la produzione grafica di Andy Warhol.
Terminati gli studi secondari nel 1976, Haring si iscrisse all'Ivy School of Professional Art di Pittsburgh, dove - persuaso dai genitori - iniziò a frequentare le lezioni di grafica pubblicitaria. Ben presto, però, il giovane Keith capì che non era quella la sua strada e abbandonò il corso dopo due semestri; con l'allontanamento dagli studi regolari affrontò un periodo di nera miseria e di attività temporanee. L'elasticità d'orario di questi mestieri (importante quello di cuoco in una caffetteria, dove espose per la prima volta i suoi disegni) gli permise di fare copiose letture: proprio in questi anni, infatti, Haring divorava le opere monografiche su Jean Dubuffet, Stuart Davis, Jackson Pollock, Paul Klee, Alfonso Ossorio e Mark Tobey. Nel 1977, poi, entrò a contatto con un artista che gli suscitò una grande emozione, e la «nuova spinta e fiducia» necessaria per assecondare la propria vocazione: si trattava di Pierre Alechinsky, in quell'anno protagonista di una mostra al museo d'arte di Pittsburgh. Giusto un anno dopo Haring, forte delle conoscenze estremamente variegate raggiunte nel campo dell'arte, organizzò la sua prima mostra personale, riscuotendo un grande successo. Nel 1979 strinse amicizia con un artista emergente di Brooklyn: Jean-Michel Basquiat, col quale rimase amico fino alla morte di quest'ultimo avvenuta due anni prima della sua morte.

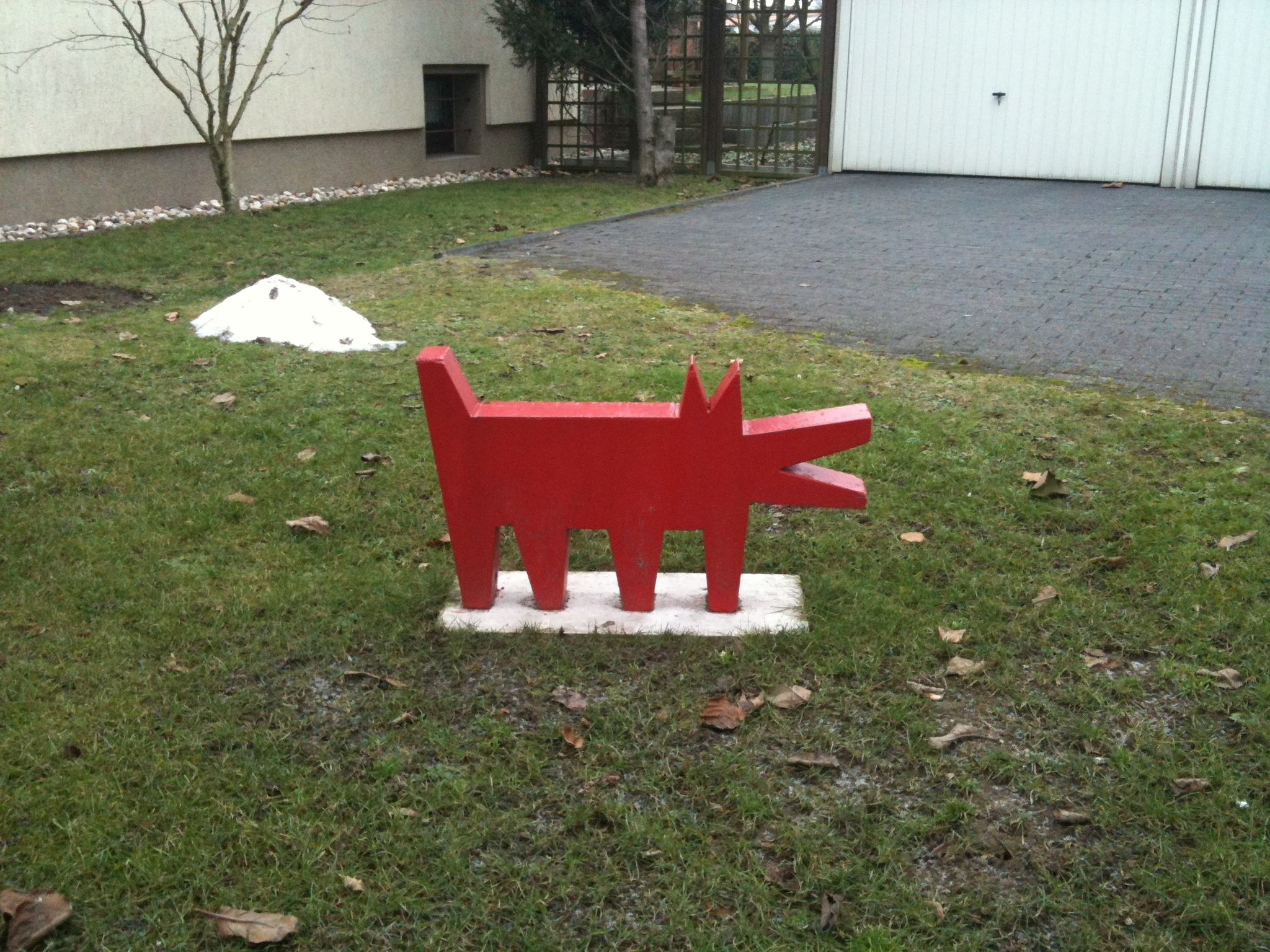

(Keith Haring)

### L'astro newyorkese dellastreet art
Intanto da Pittsburgh si trasferì a New York, alla ricerca di nuove sfide e di artisti con idee e interessi affini; fu proprio in questo periodo, inoltre, che iniziò a diventare consapevole del proprio orientamento omosessuale, che avrebbe poi riconosciuto apertamente in seguito. Nella Grande Mela Haring poté seguire i corsi della School of Visual Art (SVA), dove apprese i rudimenti del disegno, della pittura e della scultura; in questo periodo si legò di molta amicizia con Kenny Scharf e realizzò diverse opere, fondendo le influenze esercitate dal poster Truisms di Jenny Holzer con la tecnica di William S. Burroughs e Brion Gysin. A New York il giovane pittore si divideva tra un'intensa attività di studio e gli svaghi concessi da una grande città: Haring, in particolare, frequentò assiduamente il Club 57, rendez-vous assai popolare tra gli artisti, gli attori e i musicisti di Manhattan.
Ormai ben inserito nella scena artistica newyorkese, Haring decise di non proseguire i propri studi alla School of Visual Art, rinnegando definitivamente la possibilità di conseguire una laurea (che gli sarà comunque conferita post mortem nel 2000). Intanto, essendo insofferente alle forme espressive e ai sistemi di diffusione artistica tradizionali, per esprimere la propria vocazione Haring scelse la scena urbana cittadina, riconoscendo nel tessuto metropolitano di New York un luogo ricco di fermenti e di ispirazioni artistiche. Fu proprio sotto l'egida del graffitismo che Haring iniziò a definire la propria identità artistica, divenendo gradualmente consapevole dell'originalità delle proprie creazioni grafiche; celebre l'icona del cane angoloso che abbaia, immagine di vitalità.
Nel frattempo, nel giugno 1980 Haring venne invitato a partecipare al Times Square Show, la prima mostra artistica dedicata all'arte underground statunitense; qui egli ebbe l'opportunità di confrontarsi e stringere amicizia con i più significativi esponenti della street art, tra cui Lee Quinones, Fab Five Freddy e Futura 2000. Haring subì indubbiamente il fascino e l'influsso di questi ultimi e non nascose affatto il proprio ardente entusiasmo per il graffitismo, tema sul quale ritornò in una mostra allestita nel 1981 al Mudd Clubb che riscosse un notevole successo.
Successivamente, forse per caso o forse per scelta, Haring decise di esprimere il proprio estro artistico intervenendo sugli spazi pubblicitari vuoti della metropolitana di New York, che divenne (per usare le sue parole) un «laboratorio» pubblico dove sperimentare infinite soluzioni grafiche:
(Keith Haring)
Intanto, Haring iniziò ad acquistare una fama sempre più solida, confermata dal successo riscosso dalla mostra personale che organizzò nell'ottobre 1982 con la collaborazione del gallerista Tony Shafrazi: all'evento, accompagnato per la prima volta da un catalogo, presenziarono Roy Lichtenstein, Robert Rauschenberg, Francesco Clemente, Sol LeWitt e Richard Serra. L'esibizione arricchì notevolmente la fama di Haring, ormai divenuto noto anche in Europa: in questo periodo l'artista espose in Francia al CAPC Musée d'art contemporain de Bordeaux e alla Nouvelle Biennale di Parigi nel 1985, nei Paesi Bassi allo Stedelijk Museum di Amsterdam nel 1986, in Italia alla galleria di Lucio Amelio a Napoli nel 1983 e alla Biennale di Venezia nel 1984, in Belgio, in Germania e in Gran Bretagna, lasciando segni di sé e della propria arte nei paesaggi urbani visitati. Le commissioni e le offerte frattanto piovevano, tanto che Haring dovette assoldare una segretaria personale, Julia Gruen, per essere aiutato nel disbrigo della corrispondenza.
Haring consacrò definitivamente il proprio talento nell'aprile del 1986 con l'inaugurazione a SoHo del Pop Shop; si tratta di un punto vendita di gadget e magliette ritraenti le sue opere, così da mettere il proprio operato a disposizione di tutti.

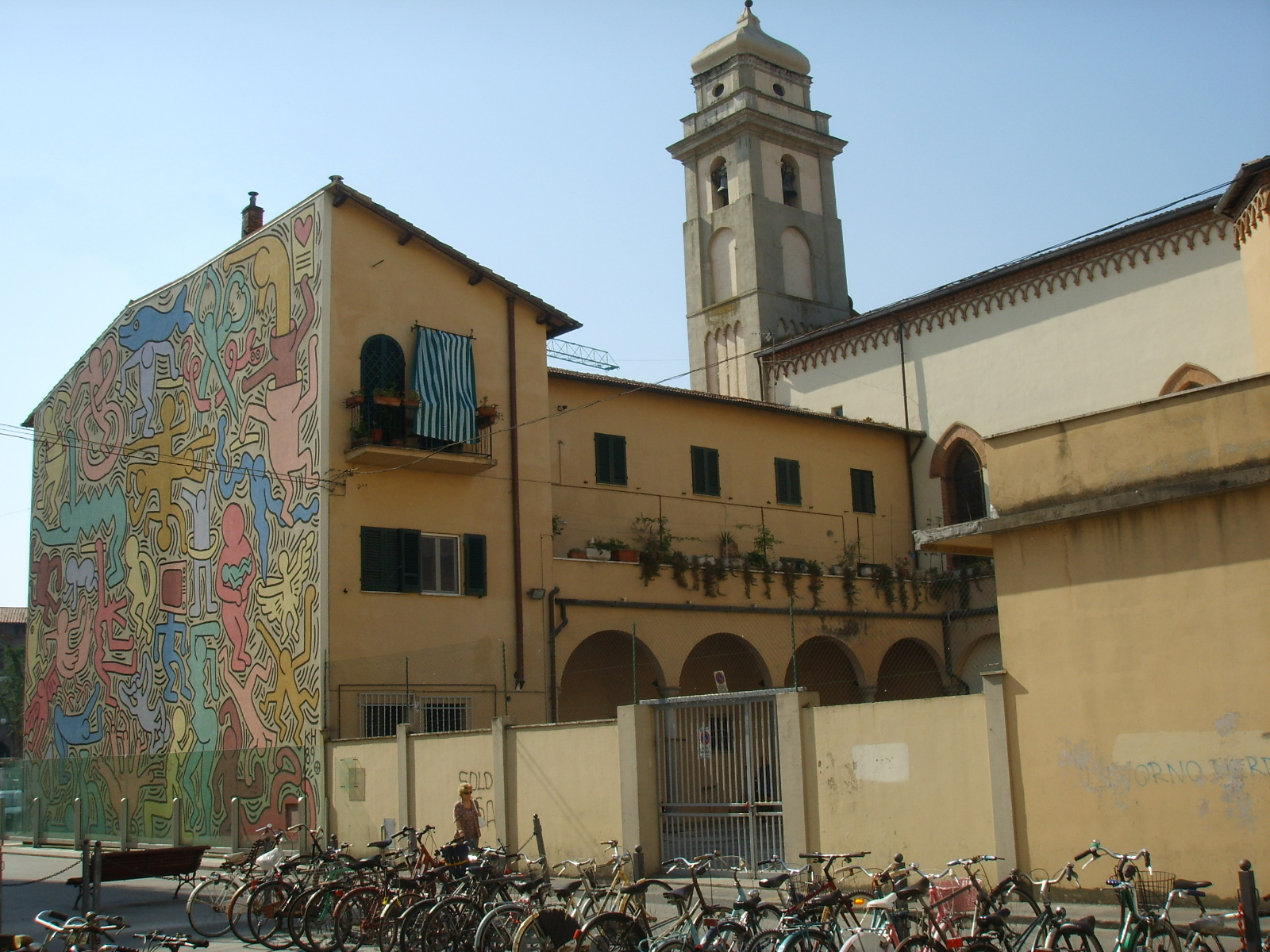
Tuttomondo (1989), convento di Sant'Antonio, Pisa

### L'AIDS e la morte
La metà degli anni 1980 conobbe l'esplosione della sindrome da immunodeficienza acquisita, meglio conosciuta con la sigla di AIDS; il sesso, senza le adeguate precauzioni, era ormai divenuto un'attività letale. Haring era ben consapevole della pericolosità del virus, che aveva già annientato diversi suoi amici:
(Keith Haring)
Haring, in effetti, in questo periodo si dimostrò assai sensibile al tema dell'AIDS, trasposto in diverse sue opere animate da un impulso deterrente, così da tentare di salvare vite umane; notevole, in tal senso, il dipinto AIDS, del 1985. Ciò, tuttavia, non bastò per Haring, che alla fine contrasse ugualmente il virus; il pittore aveva comunque già da tempo accolto l'eventualità di risultare positivo, avendo affermato di «camminare sulla linea molto sottile che divide la vita dalla morte» per via della «promiscuità presente in ogni angolo di New York».
La salute di Haring si fece via via sempre più precaria, fino a quando gli fu persino impossibile dipingere. L'ultima opera pubblica che eseguì fu Tuttomondo, sulla parete esterna del convento di Sant'Antonio a Pisa; si tratta dell'ultimo inno alla vita di Haring, e di uno dei «progetti più importanti che abbia mai fatto». Malgrado la salute declinante, inoltre, Haring fondò la Keith Haring Foundation, che si propone di continuare la sua opera di sostegno alle organizzazioni a favore dei bambini e della lotta contro l'AIDS.
Keith Haring, infine, morì il 16 febbraio 1990 a New York a causa delle complicanze legate all'AIDS.

## Stile

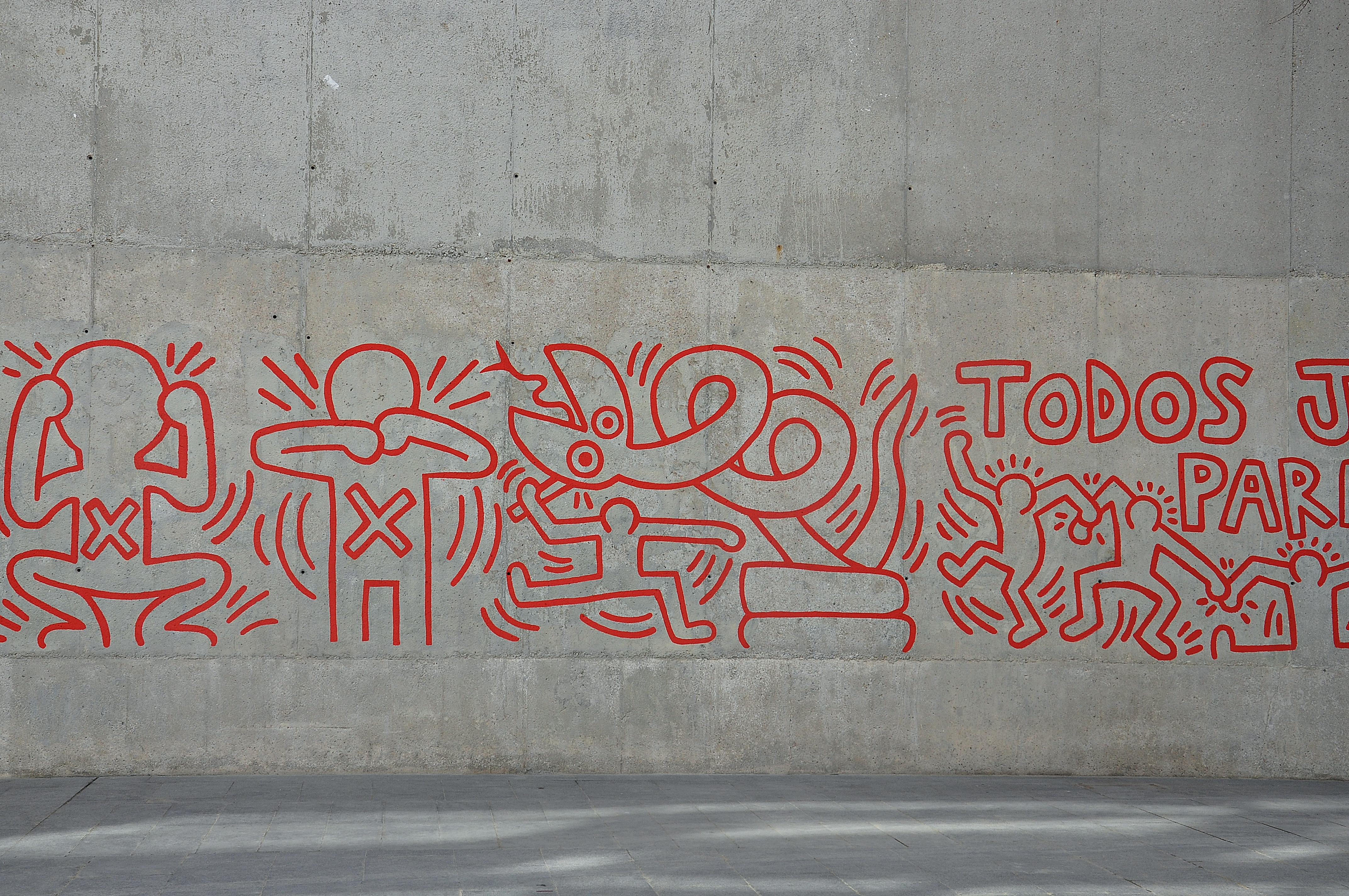
Molteplici invenzioni iconiche affollano questo mural di Haring, ubicato a Barcellona, in Catalogna

Nonostante la sua morte prematura, l'immaginario di Haring è diventato un linguaggio visuale universalmente riconosciuto del XX secolo. Le sue opere fanno ricorso a uno stile immediato e festivo e sono popolate da personaggi stilizzati e bidimensionali, quali bambini, cani, angeli, mostri, televisori, computer, figure di cartoon e piramidi; iconico, in tal senso, è l'utilizzo di colori molto vividi e accattivanti che ricordano quelli usati dalla grafica pubblicitaria, l'adozione di una spessa linea di contorno ridotta all'essenziale che circoscrive le anzidette figure. La sua iconografia apparentemente infantile veicola messaggi semplici, chiari e immediatamente intellegibili che riguardano diversi temi scottanti della sua epoca, quali il capitalismo, il razzismo, l'ingiustizia sociale, l'apartheid, il riarmo nucleare, la droga e l'AIDS, non mancando di affrontare anche argomenti come l'amore, la felicità, la gioia e il sesso.
La versatilità delle opere di Haring trascende i mezzi espressivi tradizionali, tanto che per dare sfogo al proprio inesauribile estro artistico egli non esitò a sfruttare qualsiasi elemento avesse portata di mano: le sue opere sono tracciate su muri, carrozzerie di automobili, teloni in vinile, capi di abbigliamento, carta, plastica recuperata dagli scarti, e tela. Haring, infatti, perseguiva un modello di «arte per tutti», desiderando di mettere le proprie opere a disposizione del più grande pubblico possibile; ciò era possibile soltanto portando l'arte al di fuori dai musei e dalle gallerie, e ignorando le regole imposte dal mondo del mercato.
In tal senso, le opere di Haring sono ascrivibili al graffitismo metropolitano, del quale egli è stato uno dei maggiori interpreti insieme a Jean-Michel Basquiat.

## Impegno politico
Nel corso della sua vita, Haring veicolò numerosi messaggi politici tramite la sua arte. Mentre si trovava a New York, era sua abitudine ritagliare titoli di giornale e formare dei collage di carattere ironico e dissacrante, riguardanti spesso personaggi pubblici come Ronald Reagan e papa Giovanni Paolo II, che poi fotocopiava e incollava per strada. Fu molto attivo nell'ambito dell'emancipazione degli omosessuali e nella lotta all'AIDS. Inoltre, faceva parte di ACT UP, movimento politico per la lotta all'AIDS.
Lavorò anche in ambiti umanitari, dedicando molte sue opere a ospedali, organizzazioni di beneficenza e orfanotrofi.

## Mostre
- 2010
  - "Keith Haring: A New Dimension"  Hamilton, New Jersey
  - "Keith Haring 1978-1982" Kunsthalle Wien, Vienna, Austria
  - "The Keith Haring Show", SOMA Museum of Arts, Seul, Corea del Sud
  - "Keith Haring: 20th Anniversary" Tony Shafrazi Gallery, New York
  - "Keith Haring", Van de Weghe Fine Art, New York
  - "Keith Haring Editions on Paper", Caixa Cultural, San Paolo, Brasile
  - "Keith Haring Editions on Paper", Caixa Cultural, Rio de Janeiro, Brasile
  - "Keith Haring: Pop Art Superstar", Lotte Art Center, Busan, Corea del Sud
  - "Keith Haring: Pop Art Superstar", Sangrok Museum Gwangju Museum of Art, Gwangju, Corea del Sud
  - "One Person Show", Institut d'Art Contemporain, Villeurbanne, Francia
- 2011
  - "Keith Haring 1978-1982", Contemporary Arts Center, Cincinnati
  - " The Hieroglyphics of Keith Haring" Musée en Herbe, Parigi
  - "Keith Haring", Gladstone Gallery, New York
  - "Keith Haring"Pace Prints, New York
  - "Keith Haring: Subway Drawings", Arcadia University, Glenside, Pennsylvania
- 2012
  - "Keith Haring", Gladstone Gallery, Brussels, Belgio
  - "Murale di Milwaukee", Sala dei Porti, Appartamenti settecenteschi di Palazzo Reale, Caserta
  - Murale di Milwaukee" Museo Archeologico Nazionale d'Abruzzo, Abruzzo
  - "Love Pop!" Itami City Museum of Art, Itami City, Hyogo, Giappone
  - "Keith Haring: 1978-1982" The Brooklyn Museum, Brooklyn, New York
  - "Keith Haring: Posters"Lehigh University Galleries, Rauch Business Center Gallery, Bethlehem, Pennsylvania
  - "Keith Haring" Galeria de Arte del Centro de Extensión de la Pontificia Universidad Católica de Chile, Santiago, Chile
  - "Keith Haring Blueprints" Pace Prints Chelsea, New York
  - "Keith Haring Extra Large" Chiesa di San Francesco, Udine
  - "POP ART 1970's to 1990's", Parigi
  - "Pisa Mural Restoration Commemoration", Pisa
- 2013
  - "Keith Haring: Languages", Fales Library, New York University, New York
  - "Keith Haring and the Pop World: Retrospect" Nakamura Museum, Yamanashi, Giappone
  - "Keith Haring: The Political Line", Musée d’Art Moderne de la Ville de Paris, Parigi
  - "Keith Haring: The Political Line/Grands Formats", Le CENTQUATRE, Parigi
- 2014
  - "Keith Haring", Gladstone Gallery, New York"
  - "Keith Haring: The Political Line", San Francisco, California
  - "Keith Haring", Galerie Laurent Strouk, Parigi
- 2015
  - "Keith Haring: Multiplexism", National Museum of History, Taipei, Taiwan
  - "Keith Haring: The Political Line", Kunsthal Rotterdam, Olanda
  - "Keith Haring: Multiplexism", Nakamura Keith Haring Collection, Kobuchizawa, Giappone
  - "Keith Haring: Prints and Other Works from Nakamura Keith Haring Collection", Sagawa Museum, Shiga, Giappone
  - "Keith Haring" Pace Prints, New York
  - "Heaven and Hell", Skarstedt Gallery, New York
  - "Keith Haring: The Political Line", Kunsthalle der Hypo-Kulturstiftung, Monaco, Germania
  - "Out of the Vaults: Keith Haring", Haggerty Museum of Art, Marquette University, Milwaukee, WI
- 2016
  - "Post Pop: Prints of Keith Haring", Middlebury College Museum of Art, Middlebury, VT
- 2017
  - "Keith Haring: the End of the Line", Cranbrook Art Museum, Bloomfield Hills, MI
  - "Keith Haring. Posters", Museum fur Kunst und Gewerbe, Amburgo, Germania
  - "Keith Haring: About Art", Palazzo Reale, Milano
  - "Keith Haring and Japan: Pop to Neo-Japonism", Nakamura Keith Haring Collection, Kobuchisawa, Giappone[26]
  - "Maquis-art Hall Of Fame", Musée de L'Aérosol, Paris
- 2018
  - "Keith Haring: Art is Life, Life is Art", Dongdaemun Design Plaza, Seul, Corea del Sud
  - "Apocalypse", Pace Prints, New York[27]
  - "Keith Haring", Gladstone Gallery, New York"
  - "Drawing Social Impact", Nakamura Keith Haring Collection, Kobuchizawa, Giappone
  - "Keith Haring: the Chicago Mural", Chicago Cultural Center, Chicago
  - "Keith Haring. The Alphabet", Albertina, Vienna, Austria
- 2019
  - "Keith Haring", Tate Liverpool, Liverpool
  - "Keith Haring", Gladstone Gallery, Bruxelles, Belgio
- 2020
  - "Peintures, sculptures, dessins", Galleria Laurent Strouck, Parigi
  - "Rétrospective sur Keith Haring", Museo d'Arte Contemporanea, Mons, Belgio
  - "Keith Haring", Bentley Gallery, Scottsdale, Arizona
  - "Keith Haring", Galleria Vecchiato, Milano
  - "Keith Haring: Print Retrospective 1982 – 1990", Collins C. Diboll Art Gallery of Loyola University, New Orleans
  - "Keith Haring", Palazzo Blu, Pisa
- 2022
  - "Keith Haring. Radiant Vision", Palazzo Tarasconi, Parma